# Just Cause Y'all Waited
Just Cause Y'all Waited — мікстейп американського репера Lil Durk, виданий лейблами Only the Family та Empire Distribution 30 березня 2018 р. 2020 року вийшов сиквел Just Cause Y'all Waited 2.

## Передісторія
29 березня 2018 року Дерк оголосив назву мікстейпу, обкладинку й дату релізу. 11 квітня 2018 року в інтерв'ю Billboard він повідомив про свій вихід із Def Jam Recordings на тлі творчих розбіжностей і про бажання показати шанувальникам нову, вдосконалену версію себе як незалежного артиста, випустивши Just Cause Y'all Waited.
20 квітня 2018 року в інтерв'ю журналу Respect. Дерк розповів про натхнення для створення мікстейпу:
| Ліві лапки | Це свіже нове звучання, і [це] про те, що я роблю те, що хочу робити. Обкладинку натхненно природним свеґом, мені [сподобалася] світлина, тож я вирішив зробити її лицем проєкту. | Праві лапки |

## Список пісень
| #     | Назва                                                | Автор                                                                    | Продюсер(и)                | Тривалість |
| ----- | ---------------------------------------------------- | ------------------------------------------------------------------------ | -------------------------- | ---------- |
| 1.    | «Public Housing»                                     | Дерк Бенкс Sonic                                                         | Sonic Kid Wond3r [a]       | 3:18       |
| 2.    | «Just Flow»                                          | Бенкс Money Bag OhZone                                                   | Money Bag OhZone [a]       | 2:42       |
| 3.    | «When I Was Little»                                  | Бенкс Двен Ейвері Браян Сіммонс                                          | DY TM88 [a]                | 2:41       |
| 4.    | «How I Know» (з участю Lil Baby)                     | Бенкс Домінік Джонс Віллі Берд                                           | Will-A-Fool                | 2:32       |
| 5.    | «Granny Crib»                                        | Бенкс Джейкоб Кенеді                                                     | ATL Jacob                  | 4:18       |
| 6.    | «1 (773) Vulture»                                    | Бенкс Сер Роберт Брайсон Голл II Арджун Іватурі                          | Logic 6ix                  | 3:18       |
| 7.    | «Breather» (з участю Ty Dolla Sign та PartyNextDoor) | Бенкс Тайрон Ґріффін-мл. Джарон Бретвейт Джеймс Россер-мл. Брендон Реклі | Nard & B XL Eagle [a]      | 4:36       |
| 8.    | «Home Body» (з участю Gunna та TK Kravitz)           | Бенкс Серхіо Кітченс Тевін Томпсон Ейвері                                | DY Rex Kudo [a]            | 3:23       |
| 9.    | «Durkio Krazy»                                       | Бенкс Ейвері Рашан Кайлз                                                 | DY Cicero [a]              | 2:50       |
| 10.   | «Instigator»                                         | Бенкс Кевін Прайс                                                        | Go Grizzly Jaggerwerks [a] | 2:41       |
| 11.   | «Crossroads»                                         | Бенкс Supreme Beats                                                      | Supreme Beats              | 4:30       |
| 12.   | «My Bruddas»                                         | Бенкс Кенеді                                                             | ATL Jacob                  | 4:17       |
| 41:06 |                                                      |                                                                          |                            |            |

Примітки
- ↑  позначає незазначеного співпродюсера
- «Home Body» також потрапила до третього студійного альбому Lil Durk Signed to the Streets 3

Семпли
- «1 (773) Vulture» містить семпл із «1-800-273-8255» у виконанні Logic.[6]

## Чартові позиції
| Чарт (2018)                            | Найвища позиція |
| -------------------------------------- | --------------- |
| США Billboard 200                      | 57              |
| США Top R&B/Hip-Hop Albums (Billboard) | 28              |
| США Independent Albums (Billboard)     | 5               |